# Liste der Kulturdenkmäler in Niehl
In der Liste der Kulturdenkmäler in Niehl sind alle Kulturdenkmäler der rheinland-pfälzischen Ortsgemeinde Niehl aufgeführt. Grundlage ist die Denkmalliste des Landes Rheinland-Pfalz (Stand: 27. Juni 2022).

## Einzeldenkmäler
| Bezeichnung | Lage                        | Baujahr | Beschreibung                                                                              | Bild |
| ----------- | --------------------------- | ------- | ----------------------------------------------------------------------------------------- | ---- |
| Wegekreuz   | Dorfstraße, bei Nr. 4 Lage  | 1803    | Schaftkreuz, bezeichnet 1803                                                              | BW   |
| Wegekreuz   | Dorfstraße, bei Nr. 12 Lage | 1918    | Sockelkreuz; aufwändiges Sockelkreuz, angeblich von 1918 oder 1919, eventuell wenig älter | BW   |